# مايا شيحة
مايا شيحة (6 سبتمبر 1982 -), ممثلة مصرية.

## عن حياتها
ولدت من أب مصري وأم لبنانية وهي شقيقة الممثلات هنا وحلا
عرفها الجمهور بعد أن رشحها المخرج مجدي أحمد علي لبطولة فيلم أسرار البنات وهو العمل الوحيد لها وقدمته عام 2001.

## وصلات خارجية
- مايا شيحة على موقع IMDb (الإنجليزية)
- مايا شيحة على موقع الدهليز
- مايا شيحة على موقع قاعدة بيانات الأفلام العربية
- مايا شيحة على موقع قاعدة بيانات الفيلم (الإنجليزية)